# 堀立九郎左衛門
堀立 九郎左衛門（ほたて くろうざえもん）は、戦国時代から江戸時代初期にかけての武将。毛利氏家臣で長州藩士。父は長門国赤間関の代官や鍋城の城番を務めた堀立直正。弟に堀立清蔵と、長門国の杜屋神社大宮司を務めた堀立藤右衛門がいる。父と同じく「九郎左衛門」の通称を名乗ったが、諱は不明。

## 生涯
生年は不明だが、長門国赤間関の代官や鍋城の城番を務める堀立直正の嫡男として生まれる。
毛利氏の分限帳によると、九郎左衛門には長門国豊西郡の110石余と出雲国出東郡の100石余で合計210石余が与えられており、弟の清蔵には備後国三谷郡で33石余、弟で長門国の杜屋神社の大宮司も務める藤右衛門尉には長門国豊西郡で13石余が与えられていることが記されている。
慶長5年（1600年）の関ヶ原の戦い後に毛利氏が周防国と長門国の2ヶ国に減封されると、九郎左衛門もそれに従っている。
慶長6年（1601年）5月23日の周防国吉敷郡宇野令の内の鰐石についての打渡坪付の奉行人として、兼重元続と蔵田就貞と共に名を連ねている。
その後は理由不明ながら毛利氏関連の史料に堀立氏の人物が見られなくなり、九郎左衛門の没年も不明である。